# جيرالد إيوارت ناش
جيرالد إيوارت نـاش هو طيار كندي، ولد في 12 مايو 1896 في هاميلتون في كندا، وتوفي في 10 أبريل 1976 في ويلاند في كندا.